# Christian Gottlieb Ludwig
Christian Gottlieb Ludwig (Brzeg, 30 aprile 1709 – Lipsia, 7 maggio 1773) è stato un botanico e medico tedesco.

## Biografia
Era il padre del medico e naturalista Christian Friedrich Ludwig (1757-1823) e di Christian L. Ludwig (1749-1784), medico e scienziato noto per la sua traduzione sugli esperimenti scientifici di Joseph Priestley.
Dal 1728 studiò medicina e botanica presso l'Università di Lipsia, ma per mancanza di fondi fu costretto a cessare i suoi studi, prendendo così il suo ruolo di botanico in una spedizione africana sotto la guida di Johann Ernst Hebenstreit (1703-1757). Nel 1733 riprende gli studi, e dal 1736 tenne alcune letture a Lipsia. Nel 1737 conseguì il dottorato sotto Augustin Friedrich Walther (1688-1746), diventando poi professore associato di medicina (1740). A Lipsia divenne professore ordinario di medicina (1747), patologia (1755) e terapia (1758). Tra i suoi studenti più noti a Lipsia vi era il medico e mineralogo Johann Carl Gehler (1732-1796).
Ludwig è ricordato per la sua corrispondenza con Carl Linneo, in particolare, le discussioni che coinvolgno il sistema di classificazione di Linneo. Era Linneo che chiamò il genere di pianta Ludwigia in onore di Ludwig.

## Opere principali
- De vegetatione plantarum marinarum (1736)
- De sexu plantarum (1737)
- Institvtiones historico-physicae regni vegetabilis in usum auditorum adornatae... (1742)
- Institutiones medicinae clinicae praelectionibus academicis accomodatae (1758)
- Of lumbricis intestina perforantibus (1761)
- Ectypa vegetabilium (1760–1764)
- Adversaria medico-practica (3 volumi 1769–1773)
- Commentarii of rebus in scientia naturali and medicina gestis (Journal 1752–1806, co-autore)
- Anleitung zur rechtlichen Arzeneikunde : nach der zwoten vermehrten Ausgabe des Herrn Ernest Gottlob Bosens übersetzt. Leipzig : Gleditsch, 1779.